# Les Géorgiques (Simon)
Pour les articles homonymes, voir Géorgiques (homonymie).
Les Géorgiques est un roman français de Claude Simon paru en 1981. Son titre est une référence à l'œuvre de Virgile, les Géorgiques. Dans le roman de Claude Simon, intervient comme un des personnages principaux, sous les initiales L.S.M., le général et conventionnel tarnais Jean-Pierre Lacombe-Saint-Michel, ancêtre de Claude Simon.

## Introduction
Cette œuvre abrite trois intrigues entremêlées, distinguées d'abord par la typographie soit en caractères romains soit en caractères italiques puis confondues ce qui suppose une lecture active et soutenue pour en démêler les fils. Ces trois récits imbriqués concernent le général et conventionnel Jean-Pierre Lacombe-Saint-Michel (toujours masqué sous ses initiales LSM), l'écrivain anglais George Orwell (O.), milicien républicain en 1936 à Barcelone, auteur d'Hommage à la Catalogne et du roman de science-fiction 1984 et enfin Claude Simon lui-même, cavalier en 1940 subissant la retraite de l'armée française au mois de mai, le bombardement de son régiment de cavalerie par l'aviation allemande, le passage de la Meuse, une embuscade tendue par l'ennemi et enfin l'internement dans un camp de prisonniers.
Les Géorgiques paru en 1981 après six années d'écriture, sans autre publication durant cette période, constitue l'une des œuvres majeures de Claude Simon. Cet ouvrage lui valut le prix Nobel de littérature en 1985.

## LSM dansLes Géorgiques
Jean-Pierre Lacombe-Saint-Michel, LSM, est le personnage central des Géorgiques et la part du texte le concernant est prépondérante dans le roman par rapport aux autres sujets. Il existe cependant des relations avec ces derniers, de lieu sinon de temps, des échos et des correspondances multiples entre les trois narrations. Lacombe Saint-Michel avait été en 1810 gouverneur militaire de Barcelone en proie à la guerre comme l'était à nouveau la capitale de la Catalogne en 1936 lorsque y séjournèrent George Orwell et Claude Simon lui-même. Et ce dernier, descendant du général, a subi à nouveau la guerre en 1940 dans un lieu, la vallée de la Meuse, où l'officier avait autrefois exercé des commandements militaires.
Un autre lien fort est celui de la quête de Claude Simon sur les traces de son ancêtre. Il décrit sa visite au château de Saint-Michel-de-Vax devenu une simple ferme et son pèlerinage sur la tombe de Marianne Hasselaër, la première épouse du général, tombe située près du ruisseau de Callèpe dans un bois de carolins, la belle-famille ou le curé du lieu ayant refusé d'inhumer une protestante dans la tombe familiale du cimetière catholique du village.
L'auteur décrit ses vains efforts pour retrouver le buste du général qui trônait dans le salon de la grand-mère, et qui, passé à une autre branche de la famille, a été vendu par elle à un collectionneur d'antiquités.
Quant au corps du général lui-même, il a subi de vraies tribulations : d'abord charcuté inutilement pour lui en prélever le cœur puis disparu à la suite du percement d'une nouvelle route sur la partie du cimetière de Saint-Michel où se trouvait le tombeau des Lacombe.
L'auteur raconte l'exhumation des archives du général, murées dans un placard et découvertes fortuitement beaucoup plus tard par l'oncle Charles et son neveu Claude Simon. De larges extraits de cette correspondance retrouvée, qu'elle soit politique, militaire, familiale ou domestique, à son intendante Mademoiselle Batti à Saint-Michel-de-Vax, émaillent le texte des Géorgiques.
Un autre épisode de la saga des Lacombe-Saint-Michel, largement évoqué, est celui de l'opposition entre les deux frères tous deux anciens officiers au régiment Toul Artillerie, Jean-Pierre et son cadet d'un an, Jean-Marie Eugène Lacombe de Saint-Michel (1754-99), demeuré royaliste contrairement à son frère aîné et fusillé en 1799 à Périgueux, condamné à mort  en tant qu'émigré pris les armes à la main, au nom d'une loi qu'avait fait voter son propre frère, alors qu'il revenait de voir sa famille au château de Saint-Michel-de-Vax.
Autre péripétie familiale, le procès survenu après la mort du général entre son fils et sa veuve, avec un extrait d'un mémoire d'avocat associé à cette affaire:
	« Précis pour Madame Adélaïde Micoux, veuve de M. Jean-Pierre L. St M..., Général de Division; Inspecteur général d'Artillerie; Grand officier de la Légion d’honneur; Chevalier de la Couronne de Fer; demeurante à Paris, défenderesse 
	Contre M. Eugène L. St-M..., Propriétaire, demeurant à St-M... de V..., demandeur, 
	Recelé d'une somme immense et de plusieurs bijoux de prix par un héritier, au préjudice de la veuve légataire du quart de la succession de son mari »,
	et la mention du testament olographe du général rédigé le 1er septembre 1806 et déposé chez Maître Grelet notaire à Paris le 10 février 1812, qui établissait son fils unique Eugène comme son héritier universel et léguait à son épouse un quart de ses biens en toute propriété plus un quart en jouissance sa vie durant.

## Séminaire
- Jean Ricardou[1] : Pour une théorie matérialiste du texte, Cerisy-la-Salle, 1980[2],[3].